# Kendall Rhine
Kendall Rhine, né le 13 février 1943, à Eldorado, dans l'Illinois, est un ancien joueur américain de basket-ball. Il évolue durant sa carrière au poste de pivot.

## Palmarès
- Vainqueur des Jeux panaméricains de 1967